# Iglesia de San Claudio de Olivares
La iglesia de San Claudio de Olivares es un templo románico ubicado en la ciudad de Zamora (España), en el barrio de Olivares. Algunos historiadores la consideran como la más antigua subsistente de las románicas de la ciudad. Es también conocido porque en él recibe culto el Cristo del Amparo, crucificado que la noche del Miércoles Santo es sacado en procesión por la Hermandad de la Penitencia.
Actualmente, está considerada como BIC (Bien de Interés Cultural) (fue declarada Monumento histórico-artístico perteneciente al Tesoro Artístico Nacional mediante decreto de 3 de junio de 1931).

## Orígenes
Poco se sabe sobre el origen e historia de esta iglesia, la primera referencia documentada que la menciona data del 1176. Algunos autores, como Antón Rapino, la considera como la iglesia románica superviviente más antigua de la capital zamorana, ya que a su juicio una buena parte de sus elementos decorativos estarían emparentados con la zona sur de Francia, debido a la gran número de francos que acompañaron a Raimundo de Borgoña, yerno de Alfonso VI y uno de los principales repobladores de Zamora y sus pueblas. Este autor, indica como posible intervalo de su fábrica el situado entre el 1100 y el 1109, coincidente con el posible ensanche de la ciudad, de repoblaciones e inmigraciones tras haber sido asegurada la frontera a la altura del río Tajo.

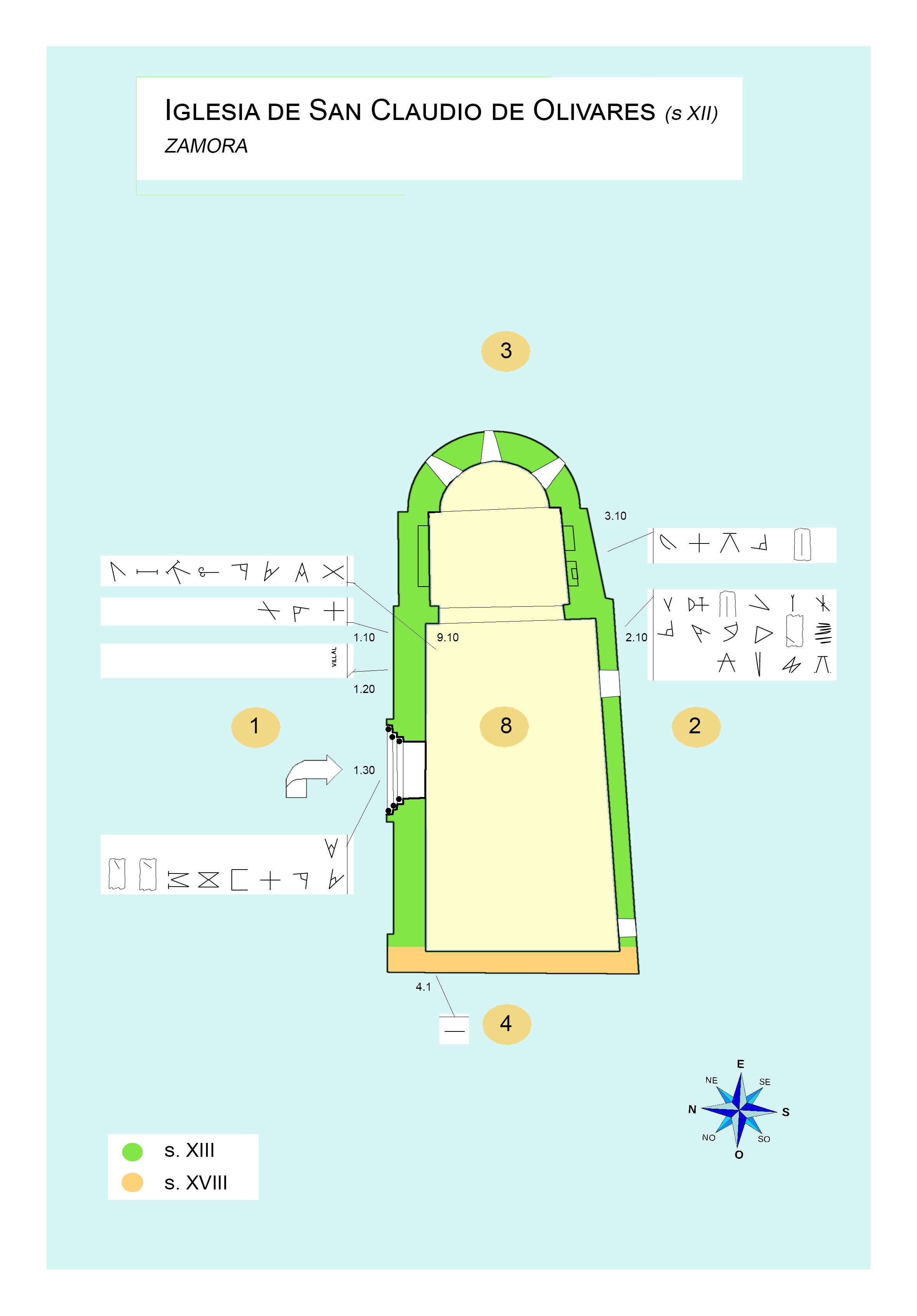
Aprox. a la planta y marcas de cantero.
1 Fachada Norte, 2 Fachada sur, 3 Fachada este, 4 Fachada oeste, 8 Nave central.

## Planta
Iglesia de reducidas dimensiones, formada por una única nave irregular con tramo recto presbiterial y un ábside ultrasemicircular.
Inicialmente estuvo abovedada, pero al estar su muro sur cercano al río Duero, sus crecidas dieron con él en el suelo, que finalmente ha sido sustituida por armadura de madera. Dicho muro, igual que el de los pies, ha sido rehecho y reforzado varias veces, en una de ellas se prescindió de la portada que en él había.
En 1910 recibió una notable reparación, al rehacerse los muros occidental y meridional y las bóvedas de la capilla mayor. Esta obra, llevada a cabo por el contratista Francisco Nieto Martín, según proyecto de Joaquín de Vargas y Aguirre supuso también que se levantara también sobre el muro de poniente una espadaña de ladrillo y se cubriera la nave con una sencilla armadura. Medio siglo después de haber sido declarada monumento nacional, se restauró concienzudamente en su totalidad, eliminando postizos y cales que la afeaban, devolviendo al muro norte su altura original, rebajando el terreno que la circunda medio ocultándola y urbanizando el entorno con esmero.

## Marcas de cantero
Se han identificado 108 signos de 25 tipos diferentes, todos ellos de diseño sencillo de 2 a 6 trazos con predominio de trazo recto, perfil y trazo normal. 

Su distribución por zonas puede verse en el informe ‘Distribución’ de gliptografía.
 
El tipo y la morfología de las marcas corresponden a una etapa constructiva de los siglos XII y XIII, ver informe "Etapas históricas".